# Jopie Waalberg
Johanna Maria Elisabeth Waalberg –conocida como Jopie Waalberg– (Ámsterdam, 13 de abril de 1920-Encusa, 5 de julio de 1979) fue una deportista neerlandesa que compitió en natación. Ganó una medalla de bronce en el Campeonato Europeo de Natación de 1938 en la prueba de 200 m braza.

## Palmarés internacional
| Campeonato Europeo | Campeonato Europeo    | Campeonato Europeo | Campeonato Europeo |
| Año                | Lugar                 | Medalla            | Prueba             |
| ------------------ | --------------------- | ------------------ | ------------------ |
| 1938               | Londres (Reino Unido) | Medalla de bronce  | 200 m braza        |